# Síbaris

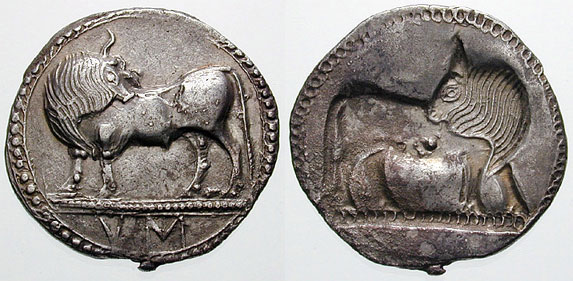
Monedes encunyades a la ciutat de Síbaris (550-510 aC).

Síbaris (grec antic: Σύβαρις, llatí: Sybaris) era una important ciutat de la Magna Grècia a la part occidental del golf de Tàrent, a poca distància de la costa, entre els rius Cratis (o Crati) i Síbaris, segons diu Estrabó. Del Síbaris (modern Coscile) derivava el nom de la ciutat. En aquell temps el riu arribava a la mar però avui dia desaigua al Crati, a 3 km de la desembocadura.

## Mite
Els habitants de la ciutat van buscar els seus orígens entre els mites de l'època heroica. Gai Juli Solí explica que la ciutat la va fundar un fill d'Àiax Oileu després de la guerra de Troia. Antoní Liberal diu que Euríbat, fill d'Eufem, va trobar una processó que conduïa Alcioneu, un noi del país, a sacrificar-lo a Làmia (o Síbaris), perquè un oracle havia dit que s'aplacaria el monstre amb un sacrifici humà. Euríbat preguntà quin era el motiu de la comitiva, i va dir que faria tots els possibles perquè el noi no morís, ja que sembla que se n'havia enamorat. Va agafar el lloc d'Alcioneu posant-se al capdavant de la comitiva amb les corones de víctima que havia tret al noi i entrant a la cova de Làmia, la va fer sortir a la vista de tots i la va llançar contra unes roques on el monstre es fracturà el crani. Just en el lloc on va morir, va sorgir la font de Síbaris, que donaria nom a una ciutat italiana fundada pels locris.

## Història
Síbaris va ser, sembla, la primera de les colònies gregues d'aquesta part d'Itàlia, i segons els Iambes al Rei Nicomedes l'haurien fundat els aqueus cap a l'any 720 aC. El seu fundador va ser un ciutadà d'Hèlice, a Acaia. També van participar en la fundació ciutadans de Trezè, però els aqueus finalment els van fer fora, segons Estrabó.
Ràpidament va adquirir una gran prosperitat per la fertilitat de la plana on estava situada. A la ciutat, a diferència d'altres, eren admesos ciutadans de les nacions veïnes que rebien els drets de ciutadania, segons Diodor de Sicília. La riquesa va portar als hàbits luxuriosos i el nom de sibarita (natural de Síbaris) va quedar com a denominació de persones amb gustos especialment refinats.
Amb tot els relats de l'època foren sens dubte exagerats, però probablement els ciutadans eren al segle vi aC els més rics i pròspers de tots els habitants de les ciutats gregues. Síbaris governava sobre 25 ciutats i podia mobilitzar tres-cents mil homes, segons Estrabó, xifra probablement exagerada. Les ciutats dependents eren probablement dels enotris però se sap que Síbaris havia estès e seu domini fins a la mar Tirrena, on havia fundat les colònies de Posidònia, Laüs i Skidros. Els cavallers de la ciutat que desfilaven a les processons eren uns cinc mil, diu Ateneu de Nàucratis, fet que dona un exemple de la seva gran riquesa (hi havia quatre vegades més cavallers que a Atenes). Un ciutadà anomenat Esmíndrides va demanar la mà d'Agarista, la filla de Clístenes de Sició, i a la seva comitiva portava un miler d'esclaus, segons Heròdot, i superava els altres pretendents pel seu luxe refinat. Ateneu de Nàucratis dona detalls de l'extraordinari refinament dels sibarites encara que segurament són exagerats. Els seus vestits eren luxosos i es feien amb la més fina llana de Milet, cosa que va portar a una bona relació comercial amb aquells ciutat. Alcímenes de Síbaris va fer una ofrena al temple de Juno Lacínia que, quan després va caure en mans de Dionís el Vell, la va vendre per 120 talents.
De la història de la ciutat no se sap gaire cosa. A la segona meitat del segle vi aC sembla que es van produir disputes internes i el demagog demòcrata Telis es va enfrontar al govern oligàrquic i va assolir el poder enviant a l'exili a molts ciutadans. Telis va exercir com a tirà i els exiliats es van refugiar a Crotona. Quan Telis va exigir la seva entrega, Crotona ho va refusar, i va esclatar la guerra. Telis va anar a Crotona amb un exèrcit que suposadament tenia tres-cents mil homes i es va trobar amb l'enemic al riu Traeis. L'exèrcit de Crotona era un terç del sibarita però va obtenir una victòria completa, i milers de sibarites van ser morts o executat i la resta perseguits fins a les mateixes portes de la ciutat. Els crotonians es van apoderar de Síbaris i van decidir de destruir-la; van modificar el curs del riu Crati i van inundar el lloc que va quedar cobert per l'aigua l'any 510 aC, segons Heròdot, Diodor de Sicília i Estrabó. Molts grecs van veure el fet com un càstig diví a l'orgull i arrogància dels sibarites, i molt especialment pel menyspreu que havien mostrat cap als Jocs Olímpics, quan en van voler organitzar uns d'alternatius a la seva ciutat convidant atletes i artistes de totes les disciplines.
La ciutat no va ser mai restaurada. Els que van sobreviure es van refugiar a les colònies de Laüs i Skidros, vora la mar Tirrena. Descendents dels sibarites van intentar reconstruir Síbaris 58 anys després, però els crotonians els van expulsar ràpidament i finalment els colons, units amb un contingent atenenc, van poder fundar la ciutat de Turis.
La seva situació exacta no ha pogut ser determinada. La plana dels rius Coscile i Crati (antics Sybaris i Crathis) no està actualment poblada. El lloc està situat en el terme de la moderna Cassano allo Ionio.

## Llegat
Sibarita (Συθαρίτης) era el gentilici dels naturals de Síbaris; pel caràcter d'aquesta gent el nom es va aplicar a les persones amb gustos especialment refinats. El refinament, i la riquesa que el permetia, va ser característic d'algunes ciutats de la Magna Grècia.